# Giorgi Merebashvili
Giorgi Merebashvili (en georgià: გიორგი მერებაშვილი; nascut a Tbilisi el 15 d'agost de 1986) és un futbolista professional georgià que juga de migcampista al Spójnia Landek de la lliga polonesa. L'any 2010 va ser nomenat futbolista georgià de l'any.

## Trajectòria
Nascut a Tbilisi, Merebashvili va començar la seva carrera professional el 2005 amb el Dinamo Tbilisi. Hi va jugar durant cinc temporades, marcant 36 gols als 108 partits de lliga que va jugar. Durant la temporada 2008-09 va ser, juntament amb el seu company d'equip Ilija Spasojević, el màxim golejador de l'equip amb 13 gols.
El gener de 2010, va fitxar pel Vojvodina de la lliga sèrbia, on es va trobar amb el seu compatriota Mikheil Khutsishvili. Immediatament va entrar a l'equip i va acabar la temporada jugant 15 partits, amb el Vojvodina acabant cinquè a la lliga. A la Copa van arribar a la final contra l'Estrella Roja, on van perdre per tres a zero.
Durant la Superlliga sèrbia 2010-11, Merebashvili es va convertir en un dels referents de l'equip. Va acabar la temporada amb 25 partits i la seva habilitat golejadora va tornar a destacar, ja que va marcar 7 gols a la lliga. El Vojvodina va acabar la temporada en tercera posició i va perdre la final copa en un partit polèmic contra el Partizan en què el seu equip va abandonar el camp al minut 80 quan perdien per dos a un a causa de diverses decisions arbitrals dubtoses.
Merebashvili va arribar a un acord verbal amb Veria el 25 de juny de 2015. El 8 de juliol de 2015 va ser declarat innocent en el cas del partit amagat contra l'Olympiacos i finalment es va fer efectiu el contracte de Merebashvili. Merebashvili va debutar el 23 d'agost de 2015 contra elPAS Giannina, entrant des de la banqueta..Uns mesos després va fitxar pel Levadiakos, on tampoc va tenir gaire presència.
El 2016 va fitxar pel Wisla Plock, de la lliga polonesa, on va estar cinc anys i va jugar més de 120 partits oficials.
El 8 de juny de 2022, va signar un contracte d'un any amb el Sandecja Nowy Sącz, equip de la segona divisió polonesa, amb l'opció de prorrogar-lo 12 mesos més, tot i que el 30 de novembre de 2022, club i jugador van decidir rescindir el contracte.

## Selecció georgiana
Merebashvili va debutar amb la selecció georgiana contra Portugal a Viseu el 31 de maig de 2008. Des d'aleshores, ha jugat més de 30 partits, l'últim d'aquests el 2019.

## Estadístiques

### Club
| Club               | País    | Anys      | Partits (gols) |
| ------------------ | ------- | --------- | -------------- |
| FC Dinamo Tbilisi  | Geòrgia | 2005-2010 | 108 (36)       |
| Vojvodina          | Sèrbia  | 2010-2012 | 53 (11)        |
| FC Dinamo Tbilisi  | Geòrgia | 2012-2014 | 75 (20)        |
| OFI Creta          | Grècia  | 2014-2015 | 17 (4)         |
| Veria              | Grècia  | 2015      | 9 (1)          |
| Levadiakos         | Grècia  | 2016      | 12 (0)         |
| Wisla Plock        | Polònia | 2016-2021 | 131 (21)       |
| Podbeskidzie       | Polònia | 2021-2022 | 33 (5)         |
| Sandecja Nowy Sącz | Polònia | 2022      | 9 (0)          |
| Podbeskidzie II    | Polònia | 2023-2024 | 41 (30)        |
| Podbeskidzie       | Polònia | 2023-2024 | 2 (0)          |
| Spójnia Landek     | Polònia | 2024-     |                |

### Selecció
| Selecció nacional | Any   | Partits | Gals |
| ----------------- | ----- | ------- | ---- |
| Georgia           | 2008  | 3       | 0    |
| Georgia           | 2009  | 7       | 0    |
| Georgia           | 2010  | 6       | 0    |
| Georgia           | 2011  | 1       | 0    |
| Georgia           | 2015  | 1       | 0    |
| Georgia           | 2017  | 8       | 1    |
| Georgia           | 2018  | 5       | 1    |
| Georgia           | 2019  | 1       | 0    |
| Total             | Total | 32      | 2    |

## Palmarès

#### Dinamo Tbilisi
- 3 Lligues Umaglesi : 2007–08, 2012–13, 2013–14
- 3 Copes de Geòrgia : 2008–09, 2012–13, 2013–14
- Supercopa de Geòrgia : 2005, 2008

Podbeskidzie II
- IV lliga Silèsia II : 2023–24[8][9]
- Copa de Polònia (regionals de Silèsia): 2023–24[10][11]
- Copa de Polònia (Bielsko-Biała regionals): 2023–24[12]

#### Individual
- Futbolista georgià de l'any : 2010